# イザベッラ・デル・バルツォ
イザベッラ・デル・バルツォ（Isabella Del Balzo, 1465年6月24日 - 1533年5月22日）は、ナポリ王フェデリーコ1世の2番目の妻。ナポリ王妃。

## 生涯
ナポリのフランス系貴族の末裔で、ナポリ王国大司馬を務めたアンドリア公ピエトロ・デル・バルツォ（1487年没）と、その妻のマリーア・ドナータ・オルシーニの間の娘として生まれた。1486年11月28日、当時は王子だったフェデリーコと結婚した。夫は先妻アンナ・ディ・サヴォイアに先立たれており、この結婚は再婚だった。夫は1496年に王位に就いたが、1501年にフランス王ルイ12世とアラゴン王フェルナンド2世によって廃位された。イザベッラは子供たちを連れてイスキア島に避難したが、すぐに夫の後を追ってフランスに亡命し、フランス王室から年金を受けて暮らした。1504年に夫と死別すると、再婚することなく、夫の甥にあたるフェラーラ公アルフォンソ1世の庇護を受けて余生を送った。

## 子女
- フェルディナンド（1488年 - 1550年） - カラブリア公、バレンシア副王
- ジュリア（1492年 - 1542年） - 1533年、モンフェッラート侯ジョヴァンニ・ジョルジョと結婚
- アルフォンソ（生没年不明、夭折）
- チェーザレ（生没年不明、夭折）
- イザベッラ（? - 1550年）

## 引用
1. ↑  George Nugent, "Jacquet's Tributes to the Neapolitan Aragonese," The journal of musicology VI/2 (spring 1988), pp. 198-226.